# 시도운동장
시도운동장(矢島運動場, Sido Stadium)은 대한민국 인천광역시 옹진군에 있는 스포츠 시설이다. 인조잔디 필드가 갖춰진 경기장이며, 2009년에 준공되었다.

## 참고 문헌
- “옹진군 체육시설 현황”. 옹진군청.
- 《2024년 전국 공공체육시설 현황(2023.12.31.기준)》. 대한민국 문화체육관광부. 2025.